# Faculté de sciences juridiques et politiques de Dakar
La faculté des sciences juridiques et politiques est un établissement public et une composante de l'université Cheikh Anta Diop.

## Histoire
Fondée en 1949, l'École de Droit de Dakar est, depuis 1957, date de la fondation de l'Université de Dakar, devenue la Faculté de Droit et des Sciences Economiques. Depuis sa création, l'institution n'a cessé de se développer au double plan des effectifs, d'une part, de l'enseignement et de la recherche, d'autre part. Ce développement s'est accompagné d'une grande diversification des filières de formation, en sciences juridiques comme en sciences économiques.
La Faculté des Sciences juridiques et politiques propose une gamme variée de formations dans les domaines du droit et de la politique. cette institution d'enseignement supérieur offre des programmes de licence, de master et de doctorat, permettant aux étudiants d'approfondir leurs connaissances et de se spécialiser dans des domaines spécifiques du droit et de la politique.
Les étudiants ont également la possibilité de participer à des stages et à des projets de recherche, leur offrant une expérience pratique et les préparant à une carrière réussie dans ces domaines.
La Faculté des Sciences juridiques et politiques de l'UCAD est reconnue pour son excellence académique et son engagement envers la formation de professionnels compétents et éthiques dans le domaine du droit et de la politique.

## Enseignement
La faculté des sciences juridiques et politiques de l'UCAD est composée de quatre départements ainsi que des instituts rattachés. La faculté est structurée en système licence-master-doctorat.

### Départements
- Histoire du Droit
- Droit public
- Droit privé
- Science politique

### Instituts
- Institut des droits de l'homme et de la paix (IDHP)
- Centre de recherche, d'études et de documentation sur les institutions et les législations africaines (CREDILA)
- Institut des métiers du droit